# Linia Arpada

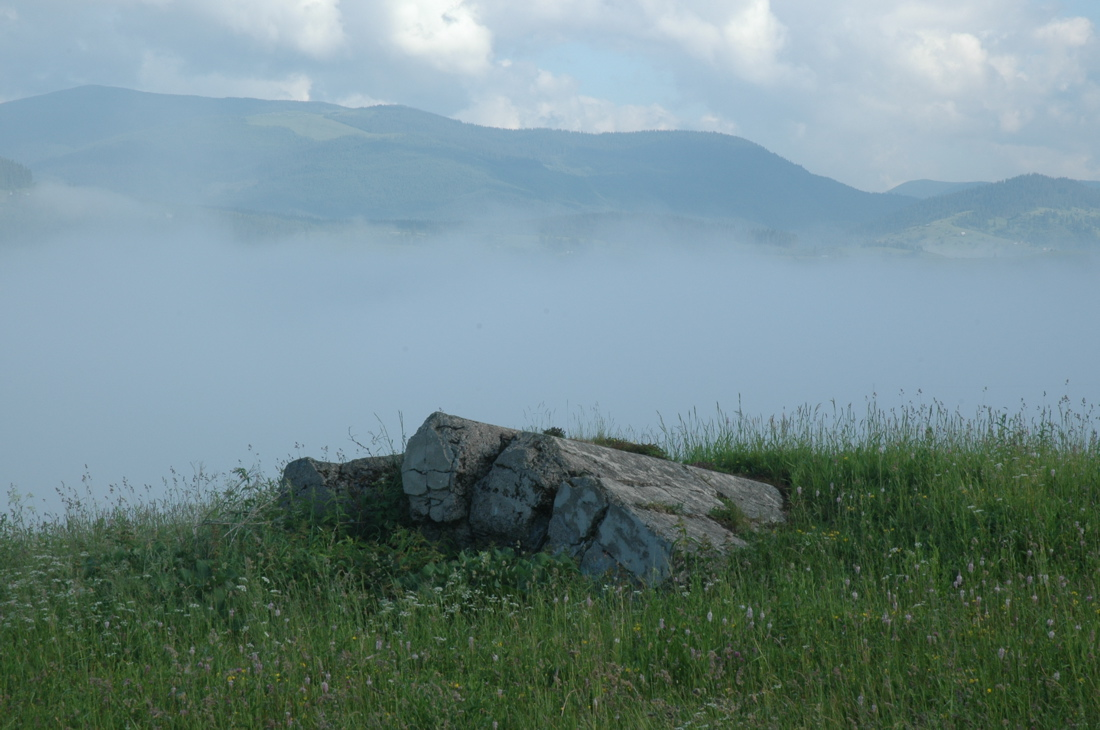
Resztki schronu w pobliżu Jasiny

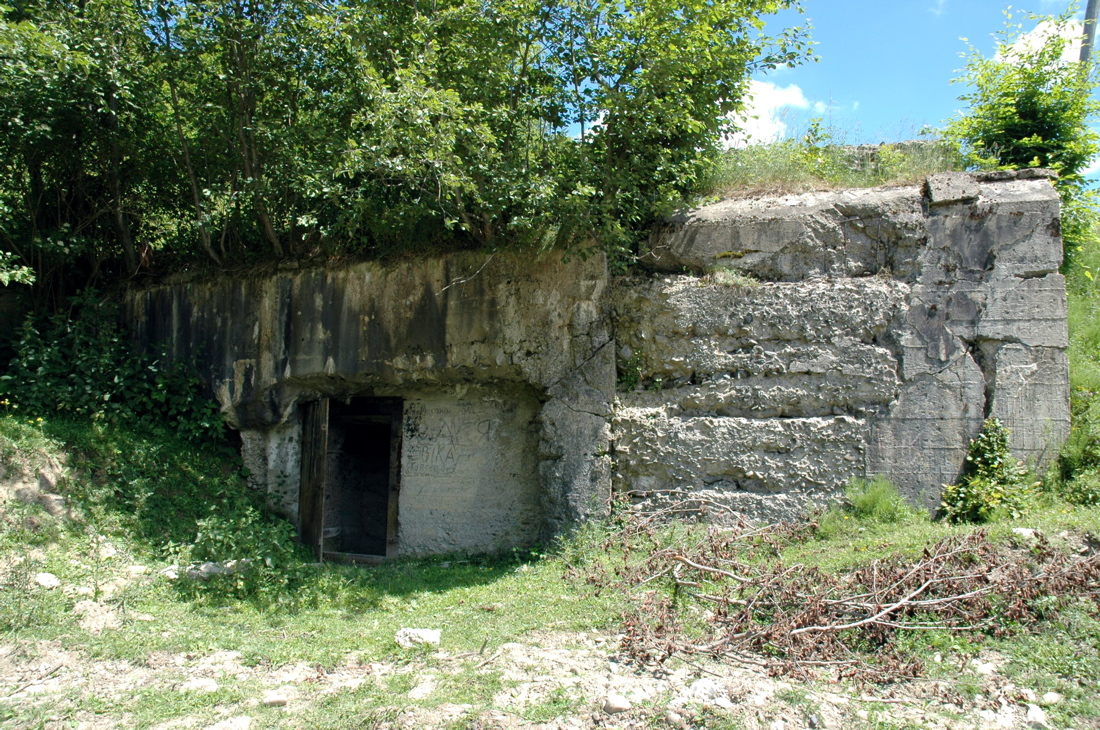
Budowla obronna w pobliżu wsi Wełyka Hrabiwnycia

Linia Arpada (węg. Árpád-vonal) – linia obronna mająca chronić Królestwo Węgier przed atakiem Armii Czerwonej, zbudowana w latach 1943–1944 na zboczach Karpat Wschodnich.
Na terenie Pierwszej Republiki Słowackiej linia ciągnęła się równoleżnikowo na odcinku 600 km od Przełęczy Dukielskiej na zachodzie do Przełęczy Jabłonickiej na wschodzie. Umocnienia te miały służyć m.in. osłonie granicy GG i Słowacji między przełęczami Łupkowską i Dukielską oraz połączyć niemiecką linię obronną Wisła-San z węgierską linią Arpada. Zgodnie z życzeniem władz III Rzeszy, projekt ten został zaakceptowany przez prezydenta Tiso i ministra obrony Čatloša podczas ich wizyty w Niemczech. Na zachodzie, po stronie północnej, elementy umocnień linii znajdowały się w Beskidzie Niskim, Pogórzu Bukowskim i Bieszczadach.
Obronę na Linii Arpada organizowała 13 Dywizja Piechoty ze składu 1 Armii Węgierskiej. Linia obrony nie była ciągła i składała się z niezależnych punktów oporu.
W okolicach Jasiny na powierzchni kilkudziesięciu kilometrów kwadratowych rozmieszczono 50 betonowych schronów bojowych, wielką liczbę betonowych pojedynczych stanowisk strzeleckich, przeszkód przeciwczołgowych i zasieków. Wojska radzieckie przełamały obronę 28 września 1944, obchodząc obronę przez masyw Świdowca. Obrońcy, straciwszy 2/3 stanu osobowego, zostali zmuszeni do wycofania się z zajmowanych pozycji.
Przed Przełęczą Użocką również stworzono potężny węzeł obrony. Na zboczach gór zbudowano wiele kilometrów okopów oraz rozmieszczono 30 betonowych і 60 drewniano-ziemnych schronów.
Równie dobrze umocniony był kierunek mukaczewski. Umocnienia składały się z 2 potężnych węzłów obrony typu polowego na przełęczach oraz 6 węzłów długotrwałej obrony, osłaniających dolinę Latoricy, w tym przeszkód przeciwczołgowych, pól minowych, zawałów leśnych oraz 95 żelbetonowych i 37 drewniano-ziemnych schronów bojowych.
Na kierunku chusteńskim, w skład którego wchodziły umocnienia w okolicy wsi oraz jeziora Synewyr, rozmieszczono 5 węzłów obrony za przełęczami oraz węzeł typu polowego na granicy państwowej. Osłaniały one doliny rzek Terebla i Rika. Od wsi Majdan do przełęczy dolina przegrodzona była 11 liniami przeszkód i ochraniana przez 40 betonowych schronów i 15 drewniano-ziemnych.
Na Linii Arpada tylko na odcinku 4 Frontu Ukraińskiego naliczono 99 punktów oporu, 759 betonowych schronów bojowych, 394 drewniano-ziemne schrony bojowe, 439 odkrytych stanowisk ogniowych, 400 km okopów i transzei, 135 km rowów przeciwpancernych.
Jeden z największych bunkrów w rejonie miejscowości Wełyka Hrabiwnycia k. Swalawy jest udostępniony do zwiedzania.

## Literatura
- Szabó János József: Az Árpád-vonal. A Magyar Királyi Honvédség védelmi rendszere a Keleti-Kárpátokban 1940–1944, Budapest, Timp kft. kiadó, 2002, ISBN 963-204-140-2 (węg.)
- Szabó János József: Az Árpád-vonal (2002)  (węg.)
- Grecsko A. A.: A Kárpátokon át, Budapest, Zrínyi Katonai Kiadó, 1977, ISBN 963-326-244-5 (węg.)